# Bruno Tolentino
Bruno Lúcio de Carvalho Tolentino (Rio de Janeiro, 12 de novembro de 1940 – São Paulo, 27 de junho de 2007) foi um poeta, polemista e intelectual brasileiro. Foi um dos escritores brasileiros mais significativos da década de 1990 e um importante expoente da nova direita no Brasil. Seu trabalho, agraciado três vezes com o Prêmio Jabuti, além de outras condecorações, influenciou uma nova geração de autores conservadores no país e renovou o quadro da poesia brasileira, mas a sua obra é frequentemente ignorada pela academia por conta das inúmeras polêmicas em que se envolveu.
Nasceu em uma família abastada do Rio de Janeiro, mantendo desde cedo contato pessoal com diversos escritores e intelectuais notáveis da época, e destacou-se ainda na juventude por conta do seu livro Anulação e Outros Reparos, que rendeu-lhe o Prêmio Revelação de Autor em 1963. No ano seguinte, por conta do golpe militar, se mudou para a Europa, onde lecionou como professor de literatura e foi preso por traficar drogas em 1987. Retornou ao Brasil em 1993, deportado pelo governo britânico, onde publicou a sua obra poética madura - com destaque para os livros As Horas de Katharina, A Balada do Cárcere, O Mundo como Ideia e A Imitação do Amanhecer - e envolveu-se em diversas polêmicas contra autores e intelectuais brasileiros que considerava decadentes, como Augusto de Campos e Caetano Veloso, além de promover críticas ácidas contra diversas tendências da literatura contemporânea no país, como o concretismo, a poesia marginal e o próprio modernismo brasileiro.
Sua obra poética apresentava um lirismo de teor filosófico e classicizante, contrastando com as principais tendências literárias da época. Por meio dos seus poemas, Tolentino criticou aquilo que chamava de "mundo como ideia", enfatizando a necessidade de encarar a dimensão metafísica da vida.

## Biografia

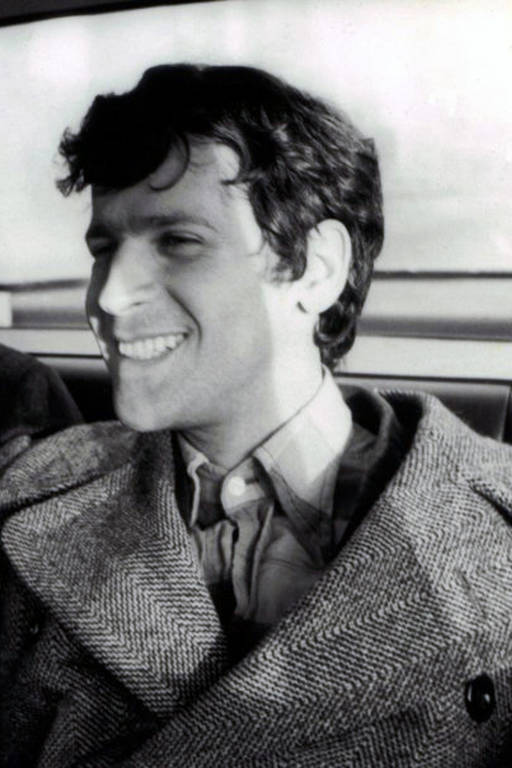
O poeta Bruno Tolentino em sua juventude.

A sua biografia é de difícil reconstrução, tendo em vista que o autor, ao longo da sua trajetória, disseminou muitos fatos mentirosos ou exagerados sobre a sua vida. Nasceu em 1940, filho de Heitor Jorge de Carvalho Tolentino e de Odila de Souza Lima, e primo do crítico literário Antonio Candido e da crítica teatral Bárbara Heliodora. Ele alega ter convivido desde criança com escritores próximos à família, como Cecília Meireles, Manuel Bandeira, Carlos Drummond de Andrade e João Cabral de Melo Neto.
Em 1963, publicou Anulação e Outros Reparos, dedicado à irmã de Glauber Rocha, a atriz Anecy Rocha, com quem teve um breve caso amoroso. O livro rendeu-lhe o Prêmio Revelação de Autor, que, à época, tinha júri composto por Manuel Bandeira e Lêdo Ivo.

Com o golpe militar de 1964, mudou-se para a Europa a convite do poeta Giuseppe Ungaretti, onde viveu por trinta anos. Lá, ministrou aulas de Literatura em Essex e Oxford, envolveu-se num caso amoroso com o inglês Simon Pringle (Tolentino era bissexual), e, em 1987, foi preso em flagrante no aeroporto de Heathrow, em Londres, portando uma maleta cheia de cocaína, denunciado pela astróloga que havia consultado antes de viajar. Condenado a onze anos de prisão, cumpriu ao todo metade da pena, sobretudo na penitenciária de Dartmoor, e foi deportado para o Brasil em 1993.

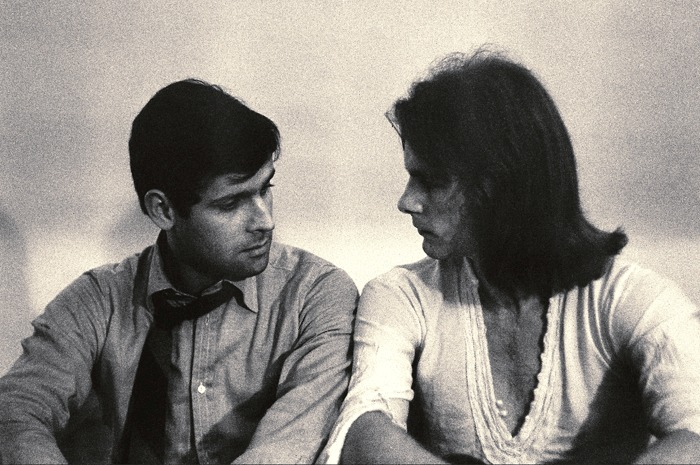
Tolentino, à esquerda, e Simon Pringle, à direita, mantiveram um relacionamento amoroso enquanto o poeta esteve na Europa.

Aos companheiros de prisão, organizou aulas de alfabetização e de literatura, "em cujas sessões avançadas", segundo Tolentino, "chegaram a comparecer psicanalistas de renome, ao lado de personalidades do mundo das letras tais como Humphrey Carpenter, o estudioso e biógrafo de Ezra Pound e Auden, o dramaturgo Harold Pinter e Antonia Fraser", mas os seus biógrafos contestam a veracidade dessas visitas. Em entrevista, Tolentino disse que amou a experiência.
Em 1993, retornou ao Brasil, publicando o livro As Horas de Katharina em 1994, que rendeu-lhe o Prêmio Jabuti de melhor livro de poesia no ano seguinte, e A Balada do Cárcere em 1996. Com isso, Tolentino relançou-se no cenário cultural brasileiro, sendo comentado por diversos nomes proeminentes, dentre os quais Arnaldo Jabor, que escreveu uma crônica sobre o seu retorno, intitulada Tolentino traz de volta a peste clássica.
Tolentino sentiu-se inconformado com o cenário intelectual e cultural do Brasil que encontrou e escreveu ensaios para diversos jornais e periódicos, como a revista Bravo!, onde lançou críticas ácidas a diversos autores e movimentos da poesia moderna e contemporânea brasileira. Nesse período, aproximou-se de outros críticos do establishment cultural, como Olavo de Carvalho, e consagrou-se como uma grande influência entre leitores e estudantes conservadores.

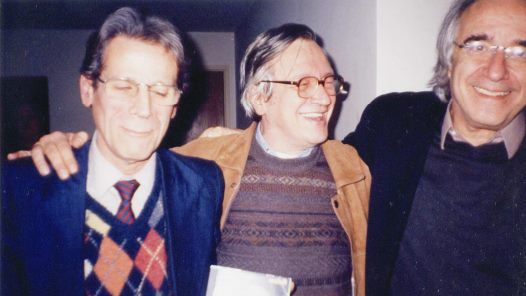
Bruno Tolentino e Olavo de Carvalho mantiveram uma amizade e mútua consideração entre 1994 e 1998.

Entre os anos de 2000 e 2002, morou no Santuário Estadual de Nossa Senhora da Piedade em Caeté, onde viveu e contribuiu com o Movimento Eclesial de Comunhão e Libertação. Nesta época, em 2002, terminou a revisão do seu livro O Mundo como Ideia, que rendeu-lhe um segundo Jabuti em 2003, além do Prêmio Senador José Ermírio de Morais, em sessão solene da Academia Brasileira de Letras, com saudação proferida pelo filósofo Miguel Reale.
Portador de AIDS e lutando contra um câncer, morreu aos 66 anos em São Paulo, por falência múltipla de órgãos, em 27 de junho de 2007. Seu último livro, A Imitação do Amanhecer, publicado no ano anterior, rendeu-lhe, postumamente, um terceiro Jabuti.

## Obra poética
A obra madura de Tolentino focava o problema daquilo que chamava de "mundo como ideia". O poeta, valendo-se das palavras de São Boaventura, afirmava que o ser humano é "um primeiro rascunho do ser" e que "a vida é metafísica", mas que o homem moderno tende a encarar a realidade a partir de "construções conceituais que fazemos do significado profundo e misterioso das coisas" (como o marxismo, o cientificismo e o modernismo), negando assim a dimensão metafísica da vida.
Suponha-se a Medusa redimida,

uma anti-Medusa que acordasse

em seu poço de estátuas face a face

com a escuridão de pedra e, arrependida,

saudosa agora do fugaz, da vida,

de tudo o que exilou, enfim tentasse

um novo olhar, o olhar da despedida,

por exemplo, o olhar do desenlace,

da resignação… Pobre coitada!

Como trazer de volta agora aquela

doce fragilidade dantes, se ela

já mal recorda a ânsia, o quase-nada,

o brilho que era o ser? A madrugada

não volta a um calabouço sem janela.— Poema Anti-Medusa, do livro O Mundo como Ideia.
A única maneira de o homem livrar-se desse ideário e desfrutar da plenitude da vida, segundo Tolentino, é por meio de Deus e da beleza, dois conceitos que a modernidade vem constantemente procurando destruir. Sua obra poética, em especial os livros que publicou no regresso ao Brasil (As Horas de Katharina, A Balada do Cárcere, O Mundo como Ideia e A Imitação do Amanhecer), procura resgatá-los, promovendo reflexões metafísicas sobre a vida do homem por meio de uma poética clássica, com versos métricos e formas fixas, em constante diálogo com a alta tradição ocidental.
O que a poesia e Deus têm em comum é justamente isto. A grande arte e a divindade possuem essa capacidade de divinizar a vida, de mostrar que não há outro modo de compreensão da realidade. [...] O mundo moderno quer criar uma espécie de antídoto para essa ameaça que é Deus e a Beleza, e o resultado não poderá ser outro que não a feiura e a negação de absolutamente tudo. Vamos então conceber o nosso mundo como horroroso para podermos dar-nos ao luxo de acreditar que temos uma defesa, um escafandro contra aquela súbita surpresa, aquele temor e tremor de acordar diante daquilo que realmente somos. E então passaremos o tempo empilhando latas no supermercado e tentando fazer disto arte. — Bruno Tolentino
Em As Horas de Katharina, narra a história de uma mulher que tornou-se freira contra a vontade, mas que experimentou, ao longo do tempo, um lento processo de conversão e aceitação do seu ministério. Em A Balada do Cárcere, um eu lírico presidiário narra a sua história de vida e as experiências que teve, em companhia de um assassino chamado "Numeropata". Em O Mundo como Ideia, apresenta uma série de poemas filosóficos que discutem a questão do "mundo como ideia". Já em A Imitação do Amanhecer, um eu lírico narra um romance que viveu com um homem em Alexandria, discutindo também a questão do "mundo como ideia".
O Cristo não é

um belo episódio

da história ou da fé:

nem o clavicórdio

nos dedos da luz,

nem o monocórdio

chamado da Cruz.

O crucificado,

chamado Jesus,

é o encontro marcado

entre a solidão

e o significado

do teu coração:

de um lado teu medo,

teu ódio, teu não;

de outro o segredo,

com seu cofre aberto,

onde o teu degredo,

onde o teu deserto,

vão morrer, mas vão

morrer muito perto

da ressurreição.— Poema O segredo, do livro As Horas de Katharina.

## Polêmicas

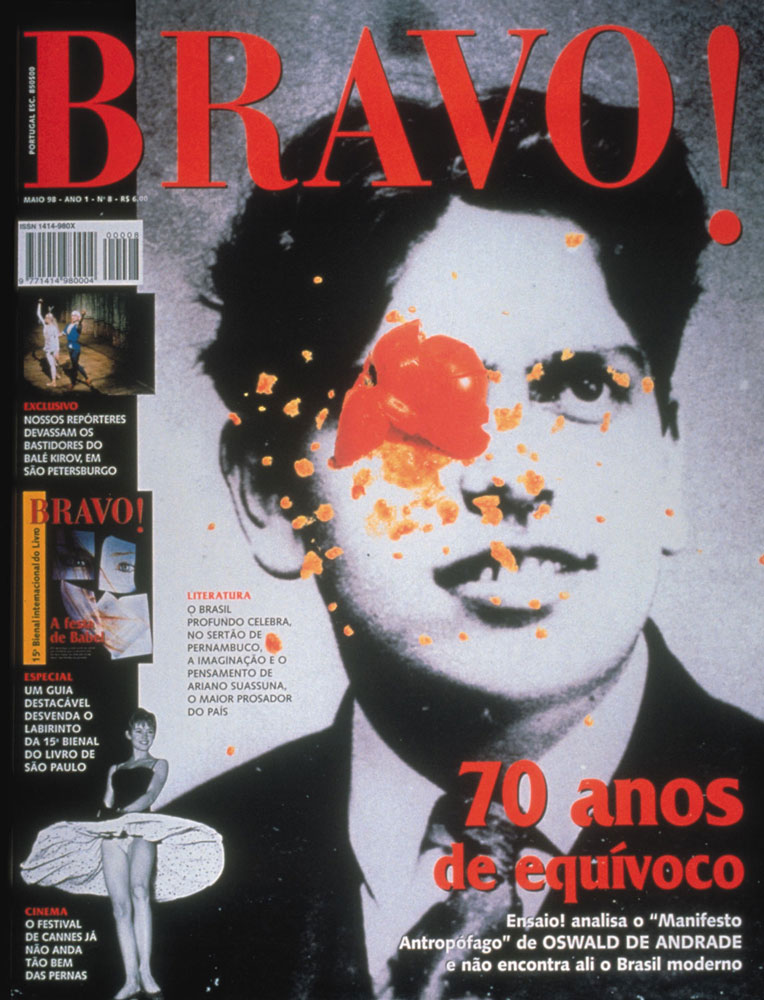
Capa da edição número 8 da revista Bravo!, onde destaca-se o ensaio de Tolentino sobre os 70 anos do Manifesto Antropofágico.

O poeta, enquanto trabalhou como colunista de diversos jornais e revistas, escreveu ensaios ácidos contra nomes consagrados da literatura e cultura brasileira e promoveu algumas polêmicas relacionadas a movimentos da poesia moderna e contemporânea no país.
A primeira polêmica notória de Tolentino envolveu um artigo que publicou para o Estadão em 3 de setembro de 1994 intitulado Crane anda para trás feito caranguejo, onde critica uma tradução de Augusto de Campos do poema Praise for an Urn, de Hart Crane, chamando o concretista de "vaidoso prepotente" e "delirante autoritário" e dizendo que "já está na hora de acabar com a admiração dos irmãos Campos no mundo da tradução brasileira". Por conta disso, Campos organizou um abaixo-assinado contra o poeta, assinado por mais de setenta figuras proeminentes da cultura brasileira, como Caetano Veloso, Gilberto Gil e Marilena Chaui. Em resposta, Tolentino escreveu uma série de poemas jocosos satirizando cada um dos signatários, reunidos no livro Os sapos de ontem.

Outra grande polêmica do autor envolveu uma entrevista que deu à revista Veja em 20 de março de 1996, que recebeu o título de "Quero o meu país de volta". Nela, o poeta criticou de maneira ácida a decadência do pensamento intelectual e da cultura brasileira e afirmou que jamais colocaria um filho para estudar em uma escola no Brasil, apontando que o sistema de educação brasileiro iguala poetas de alto calibre como Camões e Olavo Bilac com compositores de música popular como Caetano Veloso.

É preciso botar os pingos nos is. Cada macaco no seu galho, e o galho de Caetano é o show biz. Por mais poético que seja, é entretenimento. E entretenimento não é cultura. [...] Gosto da música popular brasileira e também da de outros países, mas a música popular não se confunde com a erudita. Então, como é que letra de música vai se confundir com poesia? — Bruno Tolentino
Tolentino provocou outras polêmicas enquanto escreveu para a revista Bravo!, com destaque para os ensaios Banquete de ossos, onde criticou os movimentos nacionalistas do modernismo brasileiro na ocasião do aniversário de 70 anos do Manifesto Antropofágico; A lorota de Ipanema, onde criticou a obra de Ana Cristina Cesar e a poesia marginal; e Berimbau de barbante, onde criticou a obra de Paulo Leminski.

## Legado
Em matéria de poesia e poética, os anos noventa do século XX talvez possam descrever-se, no Brasil, como a década de João Cabral de Melo Neto, ou, mais exatamente, como o período culminante de sua canonização [...] Num clima poético como esse, dominado por palavras de ordem como “antilirismo”, “concretude”, “objetividade” e “concentração”, a poesia filosófica e classicamente lírica de Tolentino soou como música nova aos ouvidos mais atentos. — Érico Nogueira.
A obra poética de Tolentino inovou a poesia brasileira contemporânea ao resgatar a linguagem clássica e o lirismo filosófico em um momento onde as produções líricas prezavam, em geral, pelo coloquialismo, pela vanguarda e pela objetividade. Junto com a de Paulo Henriques Britto, Ivan Junqueira e Glauco Mattoso, sua poesia retomou a tendência de reinventar as formas clássicas em linguagem moderna.
Ademais, sua atividade como polemista foi um contraponto significativo à atitude crítica da época. Segundo Heloísa Buarque de Hollanda, a literatura brasileira na década de 1990 sofria de uma "apatia literária", visto que os autores da época procuravam "escapar do atrito", afastando-se de polêmicas literárias e debates críticos. Diante desse cenário, segundo Nívia Maria Santos Silva, Tolentino assumiu "a posição de incitador de debates".
Além disso, Tolentino assumiu um importante papel na construção da nova direita brasileira. Por conta, principalmente, do seu trabalho como polemista, o poeta figurou como um dos principais intelectuais de direita no Brasil entre as décadas de 1990 e 2000, em companhia de José Guilherme Merquior e Olavo de Carvalho, apesar de as suas ideias contrastarem muito com as que se tornariam populares na direita brasileira a partir das jornadas de junho, com a ascensão do bolsonarismo.

## Obras publicadas
- Anulação e Outros Reparos (São Paulo: Massao Ohno, 1963)[36]
- Le vrai le vain (Paris: Actuels, 1971)
- About the Hunt (Oxford: OPN, 1979)
- As Horas de Katharina (São Paulo: Companhia das Letras, 1994)[23]
- Os Deuses de Hoje (Rio de Janeiro: Record, 1995)[37]
- Os Sapos de Ontem (Rio de Janeiro: Diadorim, 1995)
- A Balada do Cárcere (Rio de Janeiro: Topbooks, 1996)[24]
- O Mundo como Ideia (São Paulo: Globo, 2002)[25]
- A Imitação do Amanhecer (São Paulo: Globo, 2006)[26]